# Phyllodistomum scrippsi
Phyllodistomum scrippsi är en plattmaskart. Phyllodistomum scrippsi ingår i släktet Phyllodistomum och familjen Gorgoderidae. Inga underarter finns listade i Catalogue of Life.